# Hi-Fi-Morde von Ogden

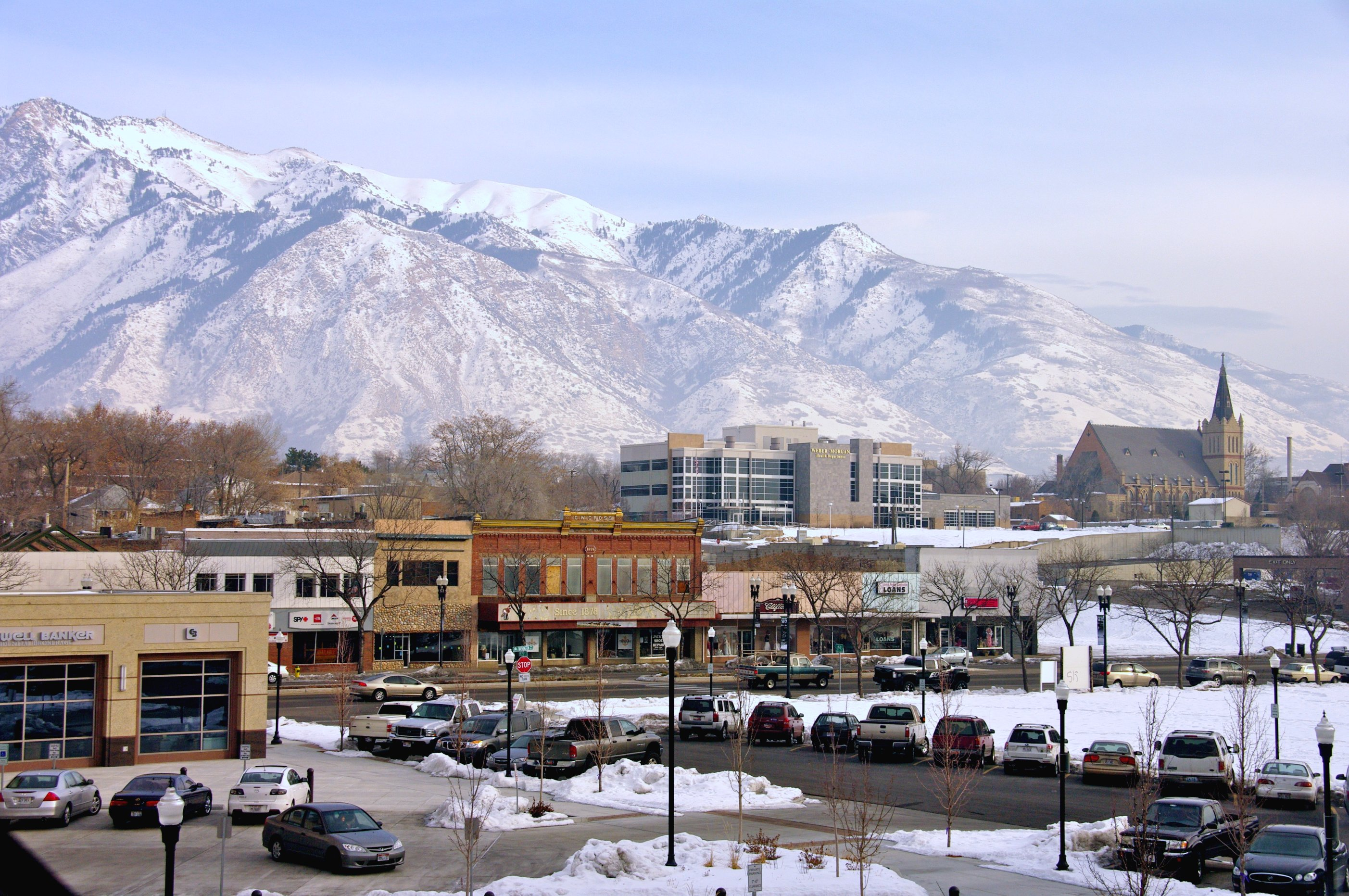
Innenstadt von Ogden (2010)

Die Hi-Fi-Morde von Ogden im Norden des US-Bundesstaates Utah waren ein Kriminalfall, der im Frühjahr 1974 die US-amerikanische Öffentlichkeit wegen der Grausamkeit dieses Verbrechens schockierte. Die drei Airmen Dale Pierre Selby, William Andrews und Keith Roberts, Angehörige der US Air Force, überfielen am 22. April dieses Jahres ein Hi-Fi-Geschäft in Ogden und nahmen dabei fünf Geiseln, wovon drei getötet wurden. Eine weibliche Geisel wurde zuvor mehrfach vergewaltigt.

## Der Überfall

### Die ersten Geiseln
Mit gezogenen Pistolen betraten Selby und Andrews am späten Nachmittag des 22. April 1974 kurz vor Ladenschluss das Hi-Fi-Geschäft am Washington Boulevard. Der dritte Beteiligte Keith Roberts wartete draußen im Wagen. Zu diesem Zeitpunkt hielten sich die beiden Angestellten, der 20-jährige Stanley Walker und die 19-jährige Michelle Ansley, im Laden auf. Selby und Andrews brachten die beiden in das Untergeschoss des Geschäftslokals, wo sie gefesselt und geknebelt wurden. Danach begannen sie, den Laden zu durchsuchen.
Der 16-jährige Cortney Naisbitt, der in der Nähe eine Besorgung für seine Mutter machte, kam kurz in das Geschäft, um sich bei Stanley Walker zu bedanken, weil dieser ihm gestattet hatte, sein Fahrzeug auf dem Kundenparkplatz abzustellen. Cortney überraschte die Täter und wurde zur dritten Geisel. Er wurde zu den beiden anderen in den Keller gebracht und ebenfalls gefesselt.
Zur vierten Geisel wurde der 43-jährige Orren Walker, Stanleys Vater. Als dieser sich am frühen Abend Sorgen um den Verbleib seines Sohns machte, ging er zum Hi-Fi-Shop, um dort nach dem Rechten zu sehen. Als er den Laden betrat, wurde er ebenso gefangen genommen. Nachdem er in den Keller geführt worden war, forderte Selby Andrews auf, eine in eine Papiertüte eingewickelte Flasche aus dem Auto zu holen. Nachdem Andrews mit der Tüte zurückgekehrt war, öffnete Selby die Flasche und füllte einen Becher mit der blauen Flüssigkeit. Er gab Orren Walker den Becher und befahl ihm, er solle den anderen Geiseln diese Flüssigkeit verabreichen. Als Orren sich dem widersetzte, wurde er gefesselt und geknebelt und mit dem Gesicht auf dem Boden liegengelassen.
In diesem Moment betrat die 52-jährige Carol Naisbitt, Ehefrau des örtlich bekannten Arztes Byron Naisbitt und die Mutter von Cortney, das Geschäft, um nachzuschauen, wo ihr Sohn sei, um den sie sich Sorgen machte. Carol wurde als letzte in das Untergeschoss gebracht, gefesselt und geknebelt. Da die Täter inzwischen fünf Geiseln hatten, entschlossen sie sich, die Türen des Geschäfts zu verschließen.

### Die Morde
Selby und Andrews gingen danach zurück in den Keller und brachten die am Boden liegenden Geiseln in eine aufrechte Sitzposition. Dann versuchten sie ihre Opfer zu zwingen, die blaue Flüssigkeit zu trinken. Sie behaupteten dabei, es sei Wodka mit aufgelösten Schlaftabletten. In Wahrheit war es jedoch Abflussreiniger. Michelle Ansley war die einzige Geisel, die nicht zum Trinken der Flüssigkeit gezwungen wurde.
Selby und Andrews versuchten mit Klebeband, ein Austreten der Flüssigkeit aus den Mündern der Opfer zu verhindern, gleichzeitig wollten sie deren laute Schmerzensschreie unterdrücken. Durch austretenden Eiter und die durch die schweren Verätzungen im Mundbereich verursachte Blasenbildung misslang dieses Vorhaben jedoch, weil das Klebeband nicht haften blieb.
Orren Walker wurde als Letztem der Abflussreiniger verabreicht. Da er jedoch die Folgen bei den anderen Geiseln gesehen hatte, ließ er den Abflussreiniger aus seinem Mund wieder herausfließen und simulierte danach die Schmerzensschreie und Krampfanfälle der anderen Opfer. Selby wurde zunehmend wütend, weil ihm das Sterben der Geiseln zu lange dauerte und so laut und chaotisch war. Deshalb schoss er Carol Naisbitt und Cortney Naisbitt ins Genick und feuerte auf Orren Walker, verfehlte diesen jedoch. Dann erschoss er den Angestellten Stan Walker. Ein weiterer Schuss streifte Orren nur am Kopf, worauf dieser sich tot stellte.
Selby brachte danach Michelle Ansley in eine entlegene Ecke des Kellers und zwang sie mit vorgehaltener Waffe, sich auszuziehen. Andrews schaute zu, wie Michelle Ansley von Selby mehrmals brutal vergewaltigt wurde. Als er fertig war, erlaubte er Michelle, unter seiner Beobachtung die Toilette zu benutzen. Danach schleifte er die noch immer Nackte zurück zu den anderen, warf sie mit dem Gesicht nach unten zu Boden, und ermordete sie mit einem Genickschuss.
Als Andrews und Selby zu diesem Zeitpunkt bemerkten, dass Orren noch lebte und sie keine Munition mehr besaßen, richteten sie ihn auf, schlangen einen Draht um seinen Hals und versuchten ihn zu erdrosseln. Sie hatten damit jedoch keinen Erfolg. Danach versuchten die Täter, dem am Boden liegenden Orren einen Kugelschreiber in das Ohr zu rammen. Selby trampelte so oft und fest auf Orrens Kopf herum, dass der Kugelschreiber das Trommelfell durchstach, abbrach und im Mundraum wieder hervorkam.

### Flucht
Danach gingen Selby und Andrews wieder nach oben in das Geschäft, nahmen Stereoanlagengeräte im Wert von 25.000 US-Dollar mit und flüchteten.

## Die Ermittlungen

### Entdeckung
Die Opfer wurden knapp eine Stunde später entdeckt, als Orrens Frau zusammen mit ihrem zweiten Sohn zum Geschäft kam. Beim Betreten des Geschäftes hörte der Sohn Geräusche aus dem Keller und brach daraufhin die Tür auf, während Frau Walker die Polizei anrief.
Zum Zeitpunkt der Entdeckung waren Stanley Walker und Michelle Ansley bereits tot. Carol Naisbitt lebte zwar noch, als sie in den Krankenwagen geladen wurde, bei der Ankunft im Krankenhaus konnte jedoch nur noch ihr Tod festgestellt werden. Obwohl die Überlebenschancen für Cortney Naisbitt sehr gering waren, überlebte er, wenn auch mit schweren und irreparablen Gehirnschäden. Orren Walker trug schwere Verätzungen an Mund und Kinn sowie irreparable Schäden an seinem Ohr davon.

### Erste Hinweise
Einige Stunden nach dem Bekanntwerden des grausamen Verbrechens in den Medien rief ein Fliegeroffizier die Polizei in Ogden an und sagte, dass Andrews ihm einige Monate zuvor anvertraut hätte, „irgendwann werde ich dieses Hi-Fi-Geschäft ausrauben, und wer auch im Weg stehen wird, den werde ich umbringen“. Stunden nach diesem Anruf fanden zwei Jugendliche bei Containern nahe der Hill Air Force Base, in der Selby und Andrews stationiert waren, die Brieftaschen und Führerscheine der Opfer.
Anhand der Neuigkeiten in den Medien und der Vermutung, dass die Täter selbst womöglich vom Luftwaffenstützpunkt sein könnten, formierte sich innerhalb des Stützpunktes eine Gruppe von Air-Force-Angehörigen, die zur Aufklärung und Entlarvung der Täter beitragen wollten. Unter ihnen waren auch Selby und Andrews.
Der Polizeibeamte, der den Fall bearbeitete, nahm an, dass die Mörder unter den Versammelten sein würden. Daraufhin gab er der Gruppe von Männern eine polizeipsychologische Darbietung, indem er dramatisch zu sprechen begann, die Beweisstücke mit einer Haltezange aus dem Abfallcontainer herausfischte und sie wild gestikulierend durch die Luft schwenkte. In seinem späteren Bericht gab der Polizeibeamte zu Protokoll, dass von all den um den Container versammelten Airmen trotz der dramatischen Zurschaustellung der Beweisaufnahme am Fundort die meisten der Männer sich von seiner Hektik nicht anstecken ließen, sondern eher ruhig wirkten. Eine Ausnahme machten zwei Männer, die aufgebracht waren, laut redeten und sich hektisch benahmen. Der Beamte identifizierte diese beiden Soldaten später als Dale Pierre Selby und William Andrews.
Der Polizeibeamte erhielt nachträglich von der Niederlassung des US-Justizministeriums in Utah eine Auszeichnung für die Anwendung proaktiver kriminalistischer Strategien.

### Festnahme und Überführung
Aufgrund der Aussage des Fliegeroffiziers, die Andrews belastete, sowie wegen des Verhaltens von Selby und Andrews am Fundort der Papiere wurde gegen beide Haftbefehl erlassen sowie ein Durchsuchungsbefehl für ihre Unterkunft in der Kaserne erwirkt. Hier fand die Polizei Handzettel des Hi-Fi-Geschäfts sowie einen Vertrag für eine Mieteinheit eines Mietlagers. Nachdem ein weiterer Durchsuchungsbefehl für letzteres ausgestellt worden war, wurden dort etliche Stereogeräte gefunden, die anhand der Seriennummern als Beute aus dem Überfall auf das Geschäft identifiziert werden konnten. Beim Abtransport des sichergestellten Diebesguts fanden die Beamten auch die Flasche mit dem Abflussreiniger, der den Opfern verabreicht worden war.

## Der Prozess
Aufgrund all dieser Indizien und Beweisstücken wurden Selby, Andrews und der dritte Täter Keith Roberts wegen Mordes (first degree murder) und Raubes angeklagt. Selby und Andrews wurden in sämtlichen Anklagepunkten schuldig gesprochen und zum Tode verurteilt. Roberts wurde wegen Raubes zu einer Gefängnisstrafe verurteilt und 1987 auf Bewährung entlassen.
Bei der Gerichtsverhandlung kam heraus, dass Selby und Andrews das Geschäft mit der direkten Absicht überfallen hatten, Menschen zu töten. Bereits Monate vor dem Überfall machten die beiden sich Gedanken darüber, wie die Morde still und sauber durchgeführt werden könnten. Andrews und Selby schauten sich daraufhin immer wieder den Film Calahan an, in dem eine Szene gezeigt wird, in der eine Prostituierte gezwungen wird, flüssigen Abflussreiniger zu trinken und kurz danach tot umfällt. Beide waren sich danach einig, dass dies wohl die wirksamste Methode zur Durchführung ihres Plans wäre.

## Die Hinrichtungen
Dale Pierre Selby wurde am 28. August 1987 im Staatsgefängnis Utah mit der Giftspritze hingerichtet, William Andrews knapp fünf Jahre später am 30. Juli 1992.

## Sonstiges
Am 4. Juni 2002 verstarb Cortney Naisbitt in Seattle  mit 44 Jahren an den Folgen einer langen und ungenannten Krankheit.